# Pokémon Gold & Silver
Pokémon Gold Version e Pokémon Silver Version (ポケットモンスター 金・銀, Poketto Monsutā Kin・Gin, tradução: Monstros de Bolso Ouro・Prata) são jogos eletrônicos de RPG de 1999, desenvolvidos pela Game Freak e publicadas pela Nintendo para o Game Boy Color. Esses dois jogos iniciaram a segunda geração da série Pokémon. Eles foram lançados no Japão em 1999, na Austrália e América do Norte em 2000 e Europa em 2001. Pokémon Crystal, uma versão aprimorada, foi lançado um ano depois em cada região. Em 2009, no 10º aniversário de Gold e Silver, recriações intitulados Pokémon HeartGold e SoulSilver foram lançados para o Nintendo DS.
Os jogos introduzem 100 novas espécies de Pokémon e seguem o progresso do personagem do jogador em sua busca para dominar a batalha Pokémon. Ambos os jogos são independentes um do outro, mas apresentam em grande parte o mesmo enredo, e embora ambos possam ser jogados separadamente, é necessário trocar entre esses jogos e seus predecessores para completar totalmente a Pokédex dos jogos. A saga Johto do anime Pokémon é baseada na nova região introduzida nos jogos.
Pokémon Gold e Silver foram aclamados pela crítica após o lançamento. Eles são considerados por alguns os melhores jogos de toda a série, bem como alguns dos jogos mais importantes da quinta geração de consoles de jogo eletrônico. Eles continuaram o enorme sucesso de Pokémon Red e Blue conforme Pokémon começou a se formar em uma franquia de bilhões de dólares. Os jogos quase igualaram as vendas de Red e Blue e em 2010, venderam mais de 23 milhões de unidades, tornando-os os jogos mais vendidos para a Game Boy Color e o terceiro mais vendido da família de sistemas Game Boy.

## Jogabilidade
Como as versões anteriores, Pokémon Gold e Silver são jogados de uma perspectiva de cima para baixo na terceira pessoa, com os jogadores navegando diretamente o protagonista pelo universo ficcional, interagindo com objetos e pessoas. Conforme o jogador explora este mundo, eles irão encontrar diferentes terrenos, como campos gramados, florestas, cavernas e mares nos quais residem diferentes espécies de Pokémon. Conforme o jogador encontra aleatoriamente uma dessas criaturas, o campo muda para uma "cena de batalha" baseada em turnos, onde o Pokémon lutará.
Existem dois objetivos principais nos jogos: seguir o enredo principal e derrotar o Elite dos Quatro e o Pokémon Master Lance para se tornar o novo Campeão, e completar a Pokédex, capturando, evoluindo e trocando para obter todas as 251 criaturas. Um aspecto importante disso é desenvolver e aumentar o Pokémon do jogador lutando contra outros Pokémon, que podem ser encontrados na selva ou pertencentes a outros treinadores. Este sistema de acumular pontos de experiência (EXP) e subir de nível, característico e integrante de todos os jogos eletrônicos Pokémon, controla as propriedades físicas do Pokémon, como as estatísticas de batalha adquiridas e os movimentos aprendidos.

### Novos recursos
Embora Pokémon Gold e Silver mantenham a mecânica básica de captura, batalha e evolução introduzida no Pokémon Red e Blue, novos recursos foram adicionados. Um sistema de tempo foi introduzido usando um relógio interno em tempo real que controla a hora atual e o dia da semana. Certos eventos, incluindo aparições de Pokémon, são influenciados por esse recurso. Novos itens foram adicionados, com alguns projetados para explorar uma nova mecânica: Pokémon sendo capaz de conter itens. Um novo tipo de item que pode ser segurado era a baga, que vem em variedades e pode restaurar os efeitos do estado de saúde ou de cura. Outros itens segurados podem dar impulso ao Pokémon durante a batalha. Pokébolas mais especializadas foram introduzidas, o que torna a captura Pokémon mais fácil em certas situações. Um novo item chamado Pokégear (ポケギア, Pokegia) foi introduzido, funcionando como um relógio, mapa, rádio e telefone, permitindo ao jogador ligar para outros personagens que oferecem seu número de telefone. Os treinadores pedirão uma revanche e outros chamarão sobre Pokémon raros que podem ser capturados em uma determinada área.
Os jogos apresentam Raikou, Entei e Suicune, alguns novos tipos de Pokémon lendários que vagam por Johto, mudando de local com frequência. Eles podem ser rastreados pela Pokédex uma vez encontrados, e sempre tentarão fugir, mas manterão a perda de HP. Além disso, existe a possibilidade de encontrar um Pokémon brilhante, que tem uma coloração diferente do Pokémon normal de sua espécie e aparece muito raramente. Dois novos tipos de Pokémon foram adicionados, o tipo Metal e o tipo Escuro. Pokémon do tipo Metal são imunes a golpes do tipo Veneno e têm defesa e resistência muito altas a outros tipos, enquanto os Pokémon do tipo Escuro são imunes a golpes do tipo Psíquico e são fortes contra Pokémon do tipo Psíquico (que fornece uma estratégia ofensiva, anteriormente ausente contra tipos psíquicos), além de ter poucos pontos fracos. Em Gold e Silver, novos movimentos foram adicionados, mas Pokémon sabendo desses movimentos não podem ser trocados com os jogos da primeira geração. Para resolver isso, um deletador de movimentos foi introduzido, capaz de apagar movimentos conhecidos pelo Pokémon. Outra grande mudança foi a divisão da estatística "Especial" em "Ataque Especial" e "Defesa Especial", o que aumentou os aspectos da estratégia.
Com a introdução da criação de Pokémon, os Pokémon são atribuídos a um ou dois grupos de criação. Quando um Pokémon masculino e feminino que compartilham pelo menos um grupo de reprodução são deixados em uma creche Pokémon, eles podem produzir um ovo, que se transformará em um jovem Pokémon. O jovem Pokémon herdará a espécie de sua mãe e se moverá de seu pai. No entanto, Pokémon lendários e míticos, entre algumas outras espécies, não podem se reproduzir.

## Enredo

### Cenário

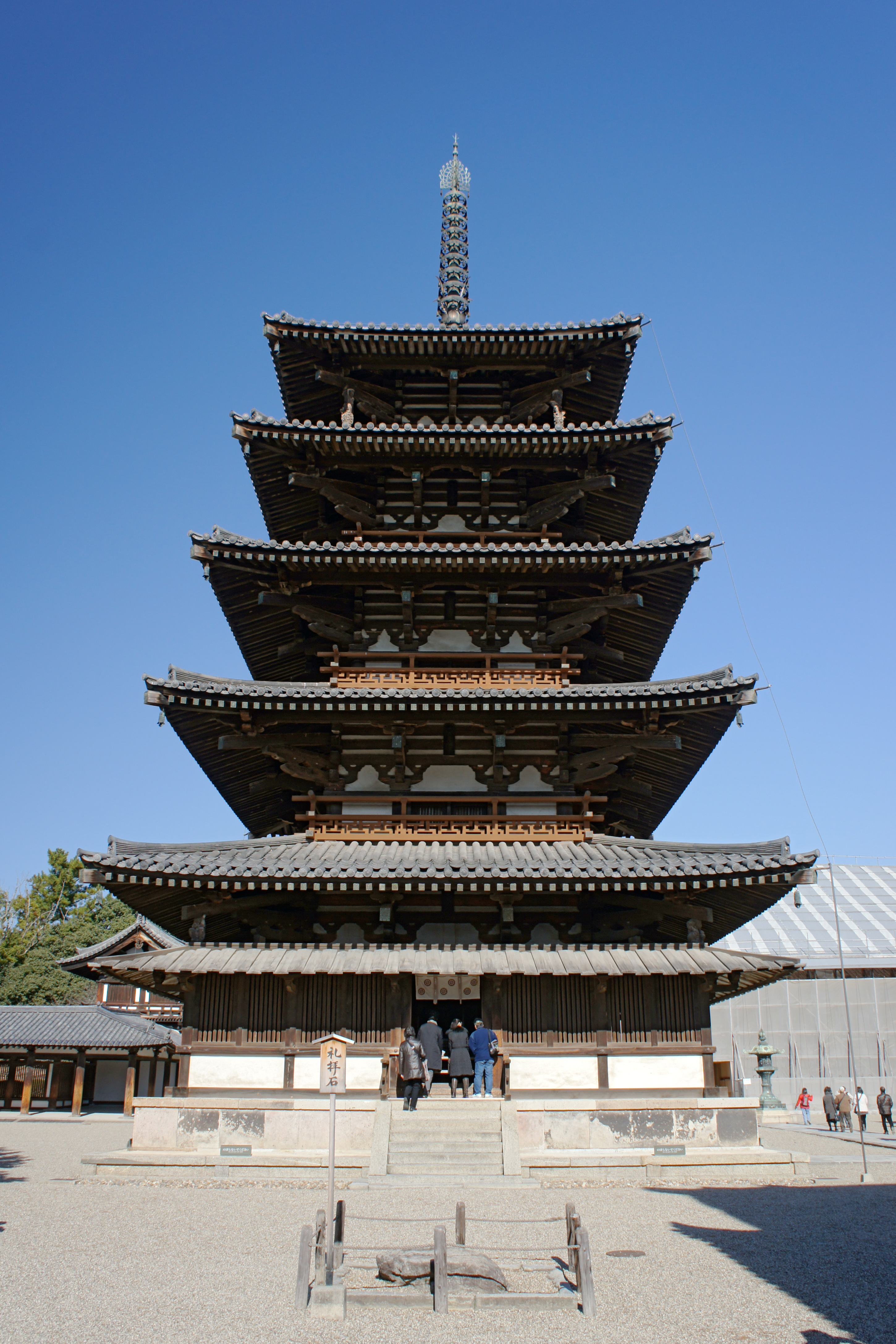
As arquiteturas mais antigas da Kansai e da Tōkai do Japão inspiraram o cenário da região de Johto. Na foto está Hōryū-ji na Prefeitura de Nara

Pokémon Gold e Silver são ambientados na região de Johto, situada a oeste da região de Kanto dos jogos anteriores Red e Blue, e três anos após a conclusão dos jogos anteriores. O design do Johto foi inspirado nas regiões japonesas de Kansai e Tōkai, com muitos dos templos da região e a estética japonesa mais tradicional chegando até Johto.[carece de fontes?] Os locais no jogo em Johto incluem New Bark Town (ワカバタウン Wakaba Town), Cherrygrove City (ヨシノシティ Yoshino City), Violet City (キキョウシティ Kikyō City), Azalea Town (ヒワダタウン Hiwada Town), Goldenrod City (コガネシティ Kogane City), Ecruteak City (エンジュシティ Enju City), Olivine City (アサギシティ Asagi City), Cianwood City (タンバシティ Tanba City), Mahogany Town (チョウジタウン Chōji Town) e Blackthorn City (フスベシティ Fusube City). A maioria das cidades tem um líder de academia cada, que atua como chefe, assim como algumas cidades.

### História
Como nos jogos anteriores, o personagem do jogador recebe seu primeiro Pokémon, uma escolha entre Chikorita, Cyndaquil e Totodile, do cientista Pokémon local da região, Professor Elm, e então começa sua jornada para ganhar os oito Insígnias de Ginásio da região de Johto e em seguida, desafie o Elite dos Quatro e o Campeão para se tornarem o novo Mestre Pokémon da região. Opondo-se a ele está seu rival misterioso, um garoto que roubou um dos outros Pokémon do Professor Elm e regularmente desafia o jogador a testar seus pontos fortes. O jogador também encontra a vilã Equipe Rocket, tendo se reunido para buscar seu líder anterior, Giovanni, para devolver o grupo à sua antiga glória. Eventualmente, o jogador frustra a Equipe Rocket de uma vez por todas e derrota a Elite dos Quatro e o Campeão da Liga Pokémon no Indigo Plateau. O jogador pode então viajar para a região de Kanto dos jogos anteriores e desafiar os Líderes de Ginásio de lá, descobrindo o quanto mudou nos três anos após os eventos de Red e Blue. Depois de derrotar os Líderes de Ginásio da região de Kanto, o jogador pode entrar no traiçoeiro Monte. Área prateada, lar de Pokémon muito poderosos. Nas profundezas do Monte. As cavernas de Silver são Red, o protagonista de Red e Blue, a quem o jogador pode desafiar para a batalha mais difícil do jogo.

## Desenvolvimento
Gold e Silver foram apresentados pela primeira vez publicamente na Nintendo Space World Expo de 1997, no Japão, tornando-se a exibição mais popular do programa. Ao contrário do jogo anterior da série, Pokémon Yellow, os novos títulos foram anunciados como sendo mais do que uma pequena atualização para Pokémon Red e Blue. Em vez disso, eles apresentariam um novo enredo, um novo mundo e novas espécies de Pokémon. Gold e Silver foram projetados para o Game Boy Color, permitindo suporte a cores e sprites mais detalhados. Outras adições que foram mostradas incluíam criação de Pokémon, itens retidos, um aparelho interno do jogo conhecido como PokéGear, um relógio interno em tempo real e compatibilidade reversa com versões anteriores dos jogos anteriores da série.
Durante uma entrevista à ABC News, o presidente da Creatures Inc. Tsunekazu Ishihara deu uma visão sobre o processo de debate para o desenvolvimento de novas espécies de Pokémon. Ele explicou: "As ideias para cada um desses monstros vieram da imaginação dos desenvolvedores de software da Game Freak, que pegaram essas ideias de suas experiências de infância, incluindo a leitura de mangás, o nome dos quadrinhos japoneses. As ideias vêm de experiências assustadoras que tiveram como crianças, pegando insetos, e assim por diante. A partir dessas experiências na infância, essas ideias para Pokémon surgiram". Na mesma linha do Pokémon Mew de Red e Blue, o Pokémon Celebi exclusivo foi incluído nos jogos Gold e Silver, mas só está acessível após participar de um evento promocional da Nintendo. O primeiro evento oficial a oferecer o Celebi foi o Nintendo Space World 2000 no Japão, no qual 100.000 participantes receberiam o Pokémon raro. Para serem selecionados, os jogadores deveriam enviar um cartão postal para entrar no sorteio de um dos 100.000 certificados do Celebi, que lhes permitiria entrar no evento e obtê-lo.
Ishihara afirmou que Gold e Silver começaram o desenvolvimento logo após o lançamento de Pokémon Red e Green no Japão. A intenção original era lançar o jogo em 1998, mesmo a sincronização com o suposto fim da primeira temporada do anime. Problemas de desenvolvimento, agravados pelo Game Freak sendo desviado para o Pokémon Stadium e a localização da primeira geração, levaram o jogo a ser adiado, e o lançamento original foi assumido pelo Pokémon Yellow. O programador Shigeki Morimoto afirmou que parte do motivo pelo qual o desenvolvimento levou três anos e meio se deve ao fato de ser uma pequena equipe de apenas quatro programadores. Satoru Iwata, o então presidente do HAL Laboratory, que mais tarde se tornaria o CEO da Nintendo, ajudou a equipe desenvolvendo novas ferramentas para compactar o código gráfico do Pokémon.

### Áudio
Junichi Masuda compôs sua música em um computador Amiga, presumivelmente em um formato de tracket de música, convertido para dados MIDI e convertido novamente para o Game Boy Color.

### Vazamento de Pokémon não utilizado
Quatro imagens ROM da demo em japonês no início do desenvolvimento vazaram durante a apresentação do Nintendo Space World de 1997: duas versões de depuração dos jogos e duas versões que foram modificadas para funcionar em hardware normal de Game Boy e na maioria dos emuladores. Essas imagens ROM eram apenas rumores de existência, até que foram postadas anonimamente no servidor Discord "Pokémon Reverse Engineering Tools" (PRET) em 26 de maio de 2018. A demo foi rapidamente compartilhada com membros do site The Cutting Room Floor. Os ROMs foram analisados e traduzidos, e The Cutting Room Floorpassou a lançar uma planilha contendo todas as informações que haviam descoberto, que inclui uma lista de espécies de Pokémon, "movimentos" de Pokémon, itens, personagens não jogáveis, mapas e música. Os ROMs foram lançados anonimamente no 4chan's /vp/ board em 31 de maio, com um lançamento formal de The Cutting Room Floor chegando mais tarde naquele dia. A demo tem um mapa-múndi maior do que o jogo final e inclui cerca de 100 designs de Pokémon não usados e alterados.
No início de maio de 2018, o artista Pokémon Atsuko Nishida revelou que a popular criatura Pikachu deveria ter uma terceira evolução, chamada "Gorochu". Além disso, o criador do Pokémon Satoshi Tajiri revelou quatro designs não utilizados que teriam sido incluídos nos jogos originais de Pokémon.
Embora o conteúdo cortado não seja incomum em jogos eletrônicos, o volume do conteúdo cortado na demo Gold e Silver foi descrito como "opressor". Matthew Byrd, escrevendo para Den of Geek, afirmou que muito trabalho de design foi feito para o Pokémon que acabou sendo cortado, sugerindo que a Game Freak pode tê-los eliminado durante a fase de teste devido a problemas de equilíbrio.

## Lançamento
Em setembro de 1999, os jogos foram anunciados para lançamento no Japão em 21 de novembro de 1999 e uma data de lançamento na América do Norte foi estimada para setembro de 2000. A Nintendo anunciou o lançamento do Pocket Pikachu Color, um animal de estimação digital portátil em cores semelhante ao aquele lançado no ano anterior. A unidade é compatível com Gold e Silver, permitindo a transferência de moeda do jogo conhecida como "watt pontos". Pocket Pikachu Color estava programado para lançamento no Japão em 21 de novembro de 1999, o mesmo dia do lançamento de Gold e Silver. Além disso, um Cabo Game Link de jogo com tema Pikachu oficialmente licenciado desenvolvido pela Kemco foi programado para lançamento no Japão em 18 de novembro de 1999. O produto funciona como um cabo de link de jogo normal e consiste em um cabo amarelo com uma figura de Pikachu em uma extremidade e uma Pokébola na outra.
Antecipando altas vendas, a Nintendo definiu sua primeira remessa de produção para os jogos no Japão em três milhões, prevendo que eventualmente mais de oito milhões de cópias seriam vendidas somente no país. No entanto, eles logo foram forçados a cortar o primeiro número de remessas pela metade após um terremoto em Taiwan, que a Nintendo alegou ter danificado suas instalações de fabricação de cartuchos. Apesar disso, surgiram especulações de que a Nintendo estava usando o evento como uma desculpa para limitar as remessas e manter a demanda alta.
Como um precursor do lançamento na América do Norte, Gold e Silver foram exibidos para o público interagir na American International Toy Fair de 2000 na cidade de Nova Iorque. Para promover ainda mais os jogos, a Nintendo modificou cinco Chrysler PT Cruisers para se parecerem com o novo Pokémon Lugia e os fez circular pelos Estados Unidos. Os veículos tinham barbatanas e caudas presos a eles e foram pintados com logotipos e imagens da franquia Pokémon. Além disso, foram equipados com uma televisão ligada a consolas de jogos que permitiam aos espectadores jogar Pokémon Puzzle League, Hey You, Pikachu! e Pokémon Gold e Silver. A série de televisão Pokémon GS, baseada nos jogos, foi anunciada para fazer parte da programação de outono do Kids' WB. O show apresenta o mesmo protagonista Ash Ketchum em uma nova região com diferentes espécies de Pokémon dos jogos. Os nomes localizados em inglês dos 100 novos Pokémon foram mantidos em sigilo pela Nintendo, com a empresa divulgando nomes periodicamente. Os nomes de domínio 'pokemongold.com' e 'pokemonsilver.com' foram registrados para este fim, e tais nomes lançados incluem Chikorita, Lugia, Ho-Oh, Togepi, Hoothoot e Marill.
Em maio de 2000, a Nintendo anunciou que a data oficial de lançamento de Gold e Silver na América do Norte seria 16 de outubro daquele ano. A Nintendo começou a aceitar pré-encomendas para os jogos em agosto, e anunciou que os consumidores que encomendassem um dos jogos receberiam um CD-ROM grátis com um navegador com tema Pokémon desenvolvido pela MediaBrowser que apresentava flutuante espécies de Pokémon e links para sites de Pokémon. O aplicativo estava disponível para download no site oficial da Pokémon. Os jogos teve vendas recordes como cerca de 600.000 cópias deles foram pré-encomendado em apenas dois meses, em comparação com números de Pokémon Yellow de 150.000. Conforme a data de lançamento se aproximava, varejistas como a Electronics Boutique relataram ter recebido remessas dos jogos antes de 16 de outubro, e optaram por vendê-los imediatamente; primeiro entregando-os aos pré-encomendantes e depois vendendo as cópias restantes. Os jogos teriam sido obtidos já em 11 de outubro.
Os jogos foram lançados na Austrália em 13 de outubro de 2000 e na Europa em 6 de abril de 2001.

### Relançamento de Nintendo 3DS
Em 6 de junho de 2017, a The Pokémon Company anunciou por meio de uma transmissão do Pokémon Direct que os jogos seriam relançados em todo o mundo por meio do Virtual Console da Nintendo 3DS em 22 de setembro de 2017. Pokémon Crystal, a versão aprimorada de Gold e Silver também foi eventualmente relançada mundialmente no console virtual Nintendo 3DS, em 26 de janeiro de 2018.

## Recepção
Pokémon Gold e Silver foi recebido com aclamação da crítica, com muitos dizendo que a extensão da jogabilidade e os novos recursos eram adições valiosas que mantiveram as sequências tão interessantes quanto os jogos originais. Craig Harris, da IGN, deu aos jogos uma classificação "magistral" de 10 em 10, afirmando que: "Por mais incrível que fosse a edição original do Pokémon, Pokémon Gold e Silver explodem em elementos de jogabilidade, recursos e guloseimas. Há tantos pequenos acréscimos ao design é impossível listá-los todos". Houve um elogio especial dado ao recurso inovador do relógio interno, com Frank Povo da GameSpot, observando: "A primeira grande adição ao Pokémon GS é a presença de um elemento de tempo... Embora possa soar como um truque, a adição de um relógio adiciona um pouco de variedade ao jogo". Povo passou a dar aos jogos uma classificação de 8,8 de "ótimo". Nintendo Power listou as versões Gold e Silver combinadas como o sexto melhor jogo de Game Boy / Game Boy Color, elogiando-o por seu novo Pokémon, recursos e gráficos coloridos.
No geral, Gold e Silver foram considerados adições de jogos sólidas que agradariam a um grande público. "Depois de jogar o jogo dezenas de horas, eu realmente não consigo pensar em nenhum ponto ruim a dizer sobre Pokémon Gold e Silver. A Nintendo e a Game Freak ajustaram o original e construíram uma sequência que é longa, desafiadora e extremamente divertida de jogar. Uma razão pela qual Pokémon é tão popular, e Pokémon Gold e Silver vai ajudar a série a avançar no século 21", disse Harris.

### Vendas
Pokémon Gold e Silver continuaram o enorme sucesso de Pokémon Red e Blue, iniciando a formação de Pokémon em uma franquia de bilhões de dólares. Em abril de 2000, cerca de 6,5 milhões de cópias dos jogos foram vendidas no Japão. Silver provou ser a versão um pouco mais popular, ultrapassando o Gold em aproximadamente 100.000 cópias. Na primeira semana de seu lançamento nos Estados Unidos os jogos tinha eclipsado vendas de Pokémon Yellow em recorde anterior de um pouco mais de 600.000 cópias; vendendo um total combinado de 1,4 milhões de cópias para se tornar os jogos de venda mais rápida de todos os tempos. O sucesso comercial era esperado, como Peter Main, o vice-presidente executivo de vendas e marketing, afirmou: "Não há dúvida sobre isso; as crianças adoram jogar Pokémon. Até agora em 2000, o jogo mais vendido na América para qualquer console doméstico é Pokémon Stadium para Nintendo 64, e o jogo mais vendido para qualquer jogo eletrônico portátil é Pokémon Yellow para Game Boy Color, mas Pokémon Gold e Silver eclipsarão até mesmo esses totais de vendas impressionantes. Projetamos vendas de 10 milhões unidades totais desses dois jogos em menos de seis meses". Em 2010, as vendas registradas de ouro e prata foram de 23 milhões de unidades vendidas.

## Sequência

### Pokémon Cristal
Pokémon Crystal Version (ポケットモ ンスター クリスタルバージョン, Poketto Monsutā Kurisutaru Bājon, "Pocket Monsters: Crystal Version") é uma versão aprimorada de Pokémon Gold e Silver, desenvolvida pela Game Freak e publicada pela Nintendo para o Game Boy Color. Foi lançado no Japão em 14 de dezembro de 2000, na América do Norte em 29 de julho de 2001 e na Europa em 2 de novembro de 2001. O enredo e a jogabilidade de Crystal são basicamente os mesmos de Gold e Silver, embora contenha vários novos recursos.
Pokémon Crystal foi bem recebido pelos críticos, embora muitos comentassem que não havia novas adições e recursos suficientes para diferenciá-lo significativamente do Pokémon Gold e Silver. Pokémon Crystal vendeu quase 6,4 milhões de unidades em todo o mundo.

## Legado

### Recriações
Pokémon HeartGold Version (ポケットモンスターハー トゴールド, Poketto Monsutā Hātogōrudo, "Pocket Monsters: HeartGold) e Pokémon SoulSilver Version (ポケットモンスター ソウルシルバー, Poketto Monsutā Sōrushirubā, "Pocket Monsters: SoulSilver") são recriações aprimorados de Pokémon Gold e Silver, desenvolvidos pela Game Freak e publicados pela The Pokémon Company e Nintendo para o Nintendo DS. Lançado pela primeira vez no Japão em 12 de setembro de 2009, os jogos foram posteriormente lançados na América do Norte, Austrália e Europa durante março de 2010.
O diretor do jogo Shigeki Morimoto teve como objetivo respeitar os sentimentos de quem jogou os jogos anteriores, ao mesmo tempo que garantiu que parecia um novo jogo para aqueles que foram apresentados à série nos anos mais recentes. A recepção aos jogos foi positiva, os dois estando entre os jogos de DS com maior pontuação de todos os tempos no Metacritic. Comercialmente, eles estão entre os jogos Nintendo DS mais vendidos de todos os tempos, com vendas combinadas de 10 milhões de unidades em 29 de julho de 2010.